# Borjas Blancas
Borjas Blancas, conocido hasta 1900 como Borjas (oficialmente en catalán Les Borges Blanques), es un municipio español de la comarca de Las Garrigas, en la provincia de Lérida, comunidad autónoma de Cataluña. Es su capital comarcal. Se sitúa entre la zona regada por el canal de Urgel y las zonas de la depresión central. El cultivo de olivos, almendros, cereal y árboles frutales es la ocupación principal de la gente de este municipio, así como la industria y los servicios. 

## Geografía humana

### Demografía
Cuenta con una población de 6379 habitantes (INE 2024).
| Gráfica de evolución demográfica de Borjas Blancas entre 1842 y 2021 |
| |
| Población de derecho según los censos de población del INE Población de hecho según los censos de población del INEEn estos censos se denominaba Borjas: 1842, 1857, 1860, 1877, 1887, 1897 y 1900 En estos censos se denominaba Borjas Blancas: 1910, 1920, 1930, 1940, 1950, 1960, 1970 y 1981 |

## Comunicaciones
Tiene salida de autopista y estación de ferrocarril y de autobús.

## Economía
Su aceite de oliva, obtenido a partir de olivas de la variedad arbequina es muy apreciado. A mediados del siglo XX el aceite se exportaba (casi en su totalidad) a Italia y allí lo vendían como de origen italiano o bien lo utilizaban para mejorar los suyos propios.[cita requerida].

## Historia
Los testimonios más excepcionales de la Prehistoria de este municipio se localizan en el santuario de las Rocas Guárdies II, descubiertos por la arqueóloga Anna Alonso en 1985. En este espacio sacro —un pequeño abrigo al aire libre— se conservan pinturas rupestres de los grupos humanos neolíticos, el conocido bajo el nombre de Arte esquemático (6500-3500 años antes del presente), en realidad una expresión fundamentada en la abstracción (trazos, puntos, máculas..) de una modernidad extraordinaria pues están próximas a lo que en arte contemporáneo se conoce como gestualismo. Como testimonios inigualables de las creencias de aquellos grupos humanos y, en definitiva, de su capacidad intelectual han sido declarados por la UNESCO, desde 1998, Patrimonio Mundial. Contrasta, sin embargo, su situación real sin ningún tipo de protección —como lo está el 88,45% del arte prehistórico de Lérida— lo que supone un permanente peligro para su salvaguarda.

## Monumentos y lugares de interés
El paseo del Terrall con cisnes, patos y un jardín acoge una prensa de aceite antigua y los monumentos a la Sardana, a Mauthausen, a Francesc Macià y a Lérida. El monumento a Lérida es la fuente de la Sirena, que en Lérida esta en el parque de los Campos Elíseos.

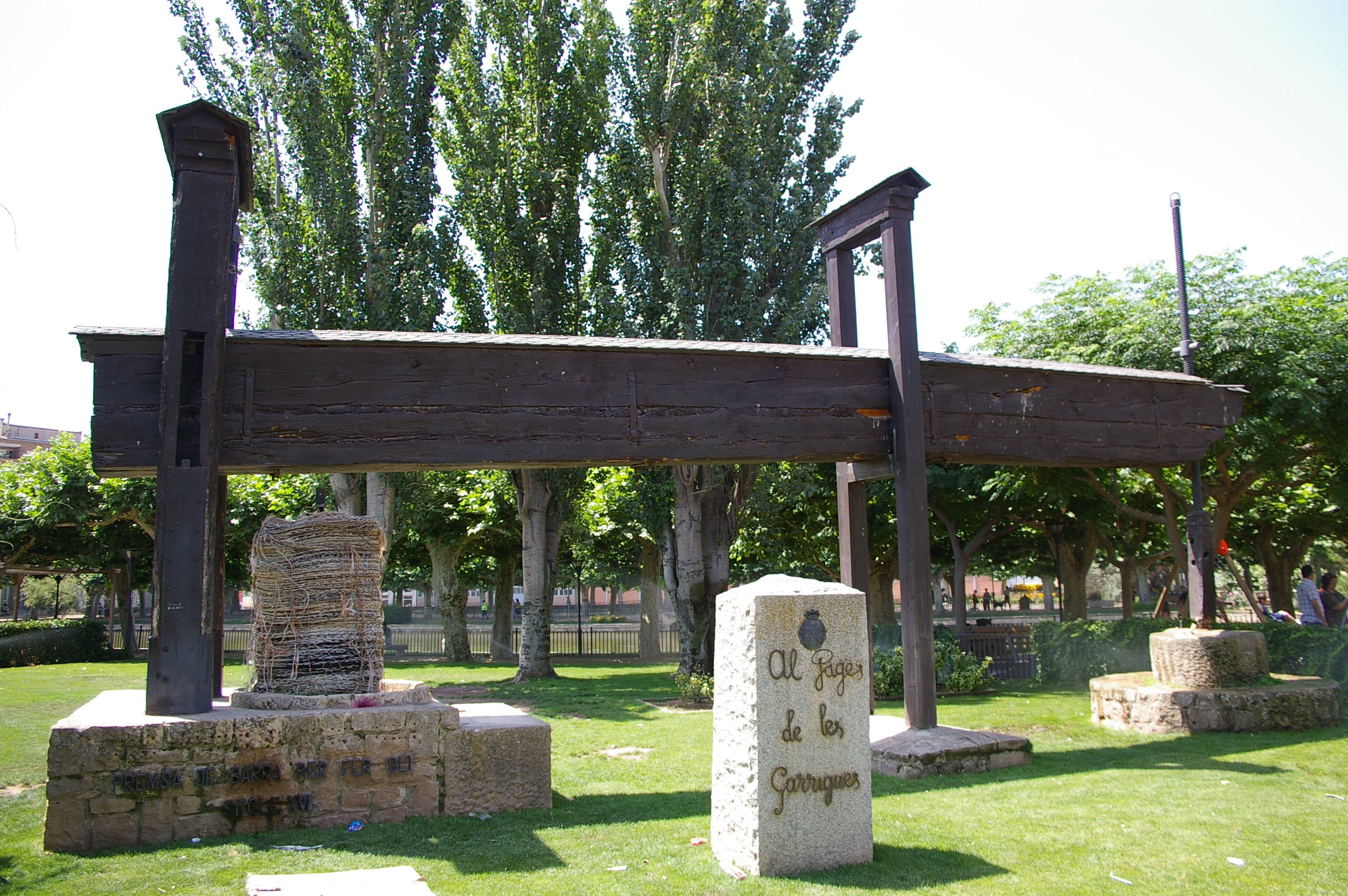
Monumento al campesino de Garrigas, en el parque de Borjas Blancas. Prensa de aceite del siglo XVI

Plaza con arcos de gruesas columnas y edificios de buena factura. Calle antigua (Hospital) con dinteles del siglo XVI. En esta calle existe una pequeña capilla conocida como "La Capelleta" dedicada a la Virgen de los Dolores (Verge dels Dolors).
En el interior de la ermita de San Salvador (4 km en dirección a Cerviá) se pueden ver dos frescos, uno de ellos dedicado a los campesinos de Las Garrigas. La Fuente Vieja, al lado de la ermita de San Cristóbal, acoge un merendero para excursionistas.
También es importante el antiguo palacio del marqués de Olivar, que hoy en día es el edificio del Ayuntamiento.
Junto a la carretera que va a la localidad de Juneda se encuentra la Masía Salat, donde es posible visitar el Parque Temático del Aceite. Al edificio central, que acoge las salas de exposiciones, se le conoce como Torre Sala. Estuvo habitado por los templarios en el siglo XIII. Se conservan los arcos construidos por estos monjes guerreros durante los siglos XII y XIII.
En el exterior se pueden contemplar 55 olivos milenarios de la variedad "farga" y una colección de prensas. Actualmente el museo y el restaurante se hallan cerrados al público.

## Medios de comunicación
- Ràdio les Borges es la emisora de radio municipal de Borjas Blancas. Emitió por primera vez el 5 de febrero de 1987 y, a través de varias frecuencias (del 1987 al 1990 al 104FM; del 1990 al 1993, al 107 FM; y a partir del 1993[7] al 107.1 FM[8]), lo ha hecho ininterrumpidamente hasta hoy. A partir del año 2012, con la creación de un portal web de noticias, empiezan las emisiones por internet.
- SomGarrigues. Publicación quincenal de ámbito comarcal con sede en Borjas Blancas.